# S・S・ヴァン・ダイン
S・S・ヴァン・ダイン（S. S. Van Dine, 1888年10月15日 - 1939年4月11日）は、アメリカ合衆国の推理作家・美術評論家。本名はウィラード・ハンティントン・ライト (Willard Huntington Wright)。名探偵ファイロ・ヴァンス (Philo Vance) を生み出した。

## 経歴
1888年にアメリカ・ヴァージニア州に生まれる。ハーバード大学卒業後、美術評論家として雑誌や新聞に寄稿した。しかし生活への不安や第一次大戦中の緊張などから健康を害し、1923年に神経衰弱にかかり長期療養を余儀なくされる。医者から仕事や学問を止められたため書物を読むことができず、交渉の末、暇つぶしに軽い小説を読むことを許されたが、冒険物や恋愛物を読む気にはなれなかった結果、英国ミステリーに行き着いた。2年間で過去75年間、2000冊もの推理小説を読破して体系的な研究を重ね、「経験の浅い他の作家がこれだけ成功するのなら自分にもできないことはあるまい」と考えるようになった。これが、自叙伝『半円を描く』で語られているミステリー作家としての出発点である。
ただしこれは虚偽で、原稿が売れず、自棄になって麻薬中毒となり、借金で首が回らなくなったためミステリーに手を染めたという説もある（ジョン・ラフリー『別名S・S・ヴァン・ダイン: ファイロ・ヴァンスを創造した男』、1992年）。
退院後にミステリーを書き始め、1926年に第1作『ベンスン殺人事件』を上梓、たちまち評判となる。版元はスクリブナー社で、担当編集者はF・スコット・フィッツジェラルドやアーネスト・ヘミングウェイの編集者としても知られるマクスウェル・パーキンスである。その後、死去するまでに12作の長編推理小説といくつかの犯罪実話を執筆した。さらにアガサ・クリスティの『アクロイド殺し』を酷評するなどの評論や、『世界短編傑作集』（序文に推理小説を書く上での鉄則を記したいわゆるヴァン・ダインの二十則がある）などのアンソロジーなども精力的に発表した。
12作の長編全てに、名探偵ファイロ・ヴァンスが活躍する。ヴァン・ダインは面白い長編小説を書くのは、一作家6作が限度だろうとしていた。その言葉通り、12作のうち前期6作、とくに『グリーン家殺人事件』や『僧正殺人事件』の評価は高い。対照的に、後期6作の評価は芳しいものではない。例として、10作目の『誘拐殺人事件』ではヴァンスが決闘に臨んだりギャングと銃撃戦を繰り広げるなど、当時流行していたハードボイルドを意識した作品となっており、11作目の『グレイシー・アレン殺人事件』は、映画製作を前提として実在の女性コメディアンをフィーチャーして執筆されたもので、ドタバタ味の濃いユーモアミステリーとなっている。また、最終作の『ウインター殺人事件』は、完成稿に取りかかる前に作者が亡くなったため、作風である衒学趣味的な言説がほとんど見られない作品となっている。
自国の本格ミステリー小説が低迷していたアメリカに彗星の如く現れ、以後のミステリーに多くの影響を与えた。以後のアメリカ本格派を代表していたエラリー・クイーンも、その影響を公言している。現在は本国では半ば忘れられかけた存在だが、日本では依然人気が高く、全作品が文庫化されて版を重ねている。

## 著作

### ファイロ・ヴァンスもの
早川書房HPBとは早川書房のポケットブックスをさす。同叢書は「世界探偵小説全集」、「早川ミステリ」、「ハヤカワ ミステリ」などと名称を変更しているが同一叢書である。

#### 長編
- The Benson Murder Case, 1926年
  - 『ベンソン家の惨劇』 平林初之輔訳 春陽堂「探偵小説全集13」 1930年 *抄訳
  - 『ベンスン殺人事件』松本正雄訳 平凡社「世界探偵小説全集20」 1930年 *抄訳
  - 『ベンスン殺人事件』延原謙訳 新樹社「ぶらっく叢書13」 1950年
    - 当初上記平林訳を刊行する予定であったが誤訳など不都合の点が多々あったので新訳刊行となった。

  - 『ベンスン殺人事件』 井上勇訳 東京創元社 1959年 のち 創元推理文庫
  - 『ベンスン殺人事件』 井内雄四郎訳　旺文社文庫 1976年
  - 『ベンスン殺人事件』 日暮雅通訳 創元推理文庫 2013年
- The 'Canary' Murder Case, 1927年
  - 『カナリヤ殺人事件』 平林初之輔訳 平凡社「世界探偵小説全集19」 1930年 *抄訳
  - 『カナリヤ殺人事件』 瀬沼茂樹訳 新樹社「ぶらっく叢書9」 1950年 のち早川書房HPB 1955年 角川文庫
  - 『カナリヤ殺人事件』 井上勇訳 東京創元社 1957年 のち創元推理文庫
  - 『カナリア殺人事件』 日暮雅通訳 創元推理文庫 2018年
- The Greene Murder Case, 1928年
  - 『グリイン家の惨劇』 平林初之輔訳 博文館「世界探偵小説全集24」 1929年 *抄訳
  - 『グリイン家惨殺事件』平林初之輔訳　博文館文庫 1939年 *抄訳
  - 『グリーン家殺人事件』 延原謙訳 新樹社「ぶらっく叢書7」 1950年 のち新潮文庫 1956年
  - 『グリーン家殺人事件』 井上勇訳 東京創元社 1956年 のち創元推理文庫 1959年
  - 『グリーン家殺人事件』 坂下昇訳 講談社文庫 1975年
  - 『グリーン家殺人事件』日暮雅通訳 創元推理文庫 2024年
- The Bishop Murder Case, 1929年
  - 『僧正殺人事件』 武田晃訳 改造社 1930年 新樹社「ぶらっく叢書2」 1950年 のち早川書房HPB 1955年
  - 『僧正殺人事件』 井上勇訳 東京創元社 1956年 のち創元推理文庫
  - 『僧正殺人事件』 中村能三訳 新潮文庫 1959年
  - 『僧正殺人事件』 宇野利泰訳 世界推理名作全集 第7 中央公論社 1960年 のち文庫、嶋中文庫
  - 『僧正殺人事件』 鈴木幸夫訳 角川文庫 1961年 のち旺文社文庫
  - 『僧正殺人事件』 平井呈一訳 世界推理小説大系 7 講談社 1972年 のち文庫
  - 『僧正殺人事件』 日暮雅通訳 集英社文庫 1999年 のち創元推理文庫
- The Scarab Murder Case, 1930年
  - 『甲虫殺人事件』 森下雨村、山村不二訳 新潮社 1931年
  - 『甲虫殺人事件』森下雨村訳 早川書房HPB 1954年
  - 『カブト虫殺人事件』 井上勇訳 東京創元社 1959年 のち文庫
  - 『甲虫殺人事件』 能島武文訳 新潮文庫 1960年（本訳書は甲虫を「こうちゅう」と読ませる）
- The Kennel Murder Case, 1931年
  - 『ケンネル殺人事件』 延原謙訳 新潮社 1933年 早川書房HPB 1955年
  - 『ケンネル殺人事件』 井上勇訳 東京創元社 1958年 のち創元推理文庫
- The Dragon Murder Case, 1933年
  - 『狂龍殺人事件』伴大矩訳 日本公論社 1934年 のち萩原星文堂
  - 『巨龍殺人事件』宇野利泰訳 別冊『宝石』41号 1954年
  - 『ドラゴン殺人事件』 杉公平訳 芸術社 1956年 *上記伴訳のリライト
  - 『ドラゴン殺人事件』 宇野利泰訳 早川書房HPB 1956年
  - 『ドラゴン殺人事件』 井上勇訳 創元推理文庫、1960年
- The Casino Murder Case[注 2], 1934年
  - 『賭博場殺人事件』伴大矩訳 日本公論社 1934年 のち萩原星文堂
  - 『カジノ殺人事件』 杉公平訳 芸術社 1956年 *上記伴訳のリライト
  - 『カシノ殺人事件』 井上勇訳 創元推理文庫 1960年
- The Garden Murder Case, 1935年
  - 『競馬殺人事件』伴大矩訳 日本公論社 1935年 のち萩原星文堂
  - 『競馬殺人事件』 杉公平訳 芸術社 1956年 *上記伴訳のリライト
  - 『ガーデン殺人事件』 井上勇訳 創元推理文庫 1959年
- The Kidnap Murder Case, 1936年
  - 『KKK殺人事件』延原謙訳 『とっぷ』連載
  - 『紫館殺人事件』露下弴訳 『探偵春秋』連載 1936年11 - 12 *露下弴と伴大矩とは同一人の別号
  - 『誘拐殺人事件』延原謙訳 別冊『宝石』41号 1954年
  - 『誘拐殺人事件』 杉公平訳 芸術社 1956年 *上記露下訳のリライト
  - 『誘拐殺人事件』 大橋健三郎訳 早川書房HPB 1957年
  - 『誘拐殺人事件』 井上勇訳 創元推理文庫 1961年
- The Gracie Allen Murder Case, 1938年
  - 『グレイシー・アレン殺人事件』植草甚一訳 『スタア』連載 1939年2上 - 下 *ほとんど内容紹介程度の抄訳
  - 『グレイシイ・アレン』植草甚一訳 別冊『宝石』41号 1954年
  - 『グレイシー・アレン殺人事件』 田中清太郎訳 早川書房 1957年
  - 『グレイシー・アレン殺人事件』 井上勇訳 創元推理文庫 1961年
- The Winter Murder Case, 1939年
  - 『真冬の殺人事件』植草甚一訳 『スタア』連載 1940年2上 - 4下 *ほとんど内容紹介程度の抄訳
  - 『ウインター殺人事件』 宇野利泰訳 早川書房HPB 1958年
  - 『ウインター殺人事件』 井上勇訳 創元推理文庫 1962年

原題は第11作を除き、全作が「The + 6文字の英単語 + Murder Case」で統一されている。

#### 短編
- 『ファイロ・ヴァンスの犯罪事件簿』（日本で独自に編纂された短編集） 論創社、2007年
  - The Scarlet Nemesis 「ジェルメーヌ・ベルトン事件」
  - A Murder in a Witches' Cauldron 「フランツィスカ・プルシャ事件」
  - The Man in the Blue Overcoat 「ヤロスジンスキー事件」
  - Poison 「グスタフ・コリンスキー事件」
  - The Almost Perfect Crime 「ヴィルヘルム・ベッケルト事件」
  - The Inconvenient Husband 「カール・ハニカ事件」
  - The Bonmartini Murder Case 「ボンマルティーニ事件」
  - Fool ! 「オットー・アイスラー事件」
  - Germany's Mistress of Crime 「グレーテ・バイヤー事件」

- The Clyde Mystery（Illustrated Detective Magazine 1932年7月号掲載の脚本、同題のクラブトリー博士ものの改稿版）[3]。探偵役をファイロ・ヴァンスに変えたもの。プロット・トリック等は同じ。

#### 未完成・未発表作品
- The Autumn Murder Case[注 3]。
- The Powwow Murder Case[注 4]。

#### ラジオドラマのノヴェライズ
- The Midget Murder Case 『ミゼット殺人事件』語学春秋社（対訳とカセット付き英語教材）[4] 。
- The Backstage Murder Case
- The Eagle Murder Case
- The Golden Murder Case
- The Butterfly Murder Case
- The White Murder Case
- The Vanilla Murder Case - Joan Alexander、Jackson Beck などの声優が出演したラジオドラマ。
- The Brotherly Murder Case

ラジオドラマ小説化は他にも数作あるが、日本語未訳である。

### クラブトリー博士もの（映画の脚本およびそのノヴェライズ）
- The Clyde Mystery, 1931年 - 宝石収集家のアンガス・クライドが自宅で殺害される。捜査を担当するカー警部は、クラブトリー博士の協力を求める。
- The Cole Case, 1931年
- The Symphony Murder Mystery, 1932年
- The Campus Mystery, 1932年
- The Crane Poison Case, 1932年
- The Week End Mystery, 1932年
- The Wall Street Mystery, 1932年
- The Studio Murder Mystery, 1932年
- The Trans-Atlantic Mystery, 1932年
- The Side Show Mystery, 1932年
- The Skull Murder Mystery Case, 1932年
- The Murder in the Pullman, 1932年

### リレー長編
- The President's Mystery Plot, 1935年
  - 『大統領のミステリ』（大杜淑子訳 ハヤカワ・ミステリ文庫〈早川書房 〉、1984年） フランクリン・ルーズベルトの提出したプロットをもとに6人の作家が書き継ぐ（のちにE・S・ガードナーが改訂）。

### 普通小説（ミステリ以外の長編）
- The Man of Promise 1916年 - ウィラード・ハンティントン・ライト名義

### 評論
両評論共にH.ヘイクラフトの編輯したThe Art of The Mystery Story.1946に収録されている。
- The Great Detective Stories 探偵小説論（1926年） ウィラード・ハティントン・ライト名義
  - ライト名義で編集した傑作探偵小説集の序文
  - 邦訳
    - 「傑作探偵小説」 田中純蔵訳 『推理小説の詩学』研究社 1976年に所収
    - 「推理小説論」井上勇訳 『ウィンター殺人事件』東京創元社（創元推理文庫）

- Twenty Rules for Writing Detectives Stories推理小説二十則[注 6]（1928年）
  - 当初『アメリカン・マガジン』の1928年9月号に発表されたもの。
  - ヴァン・ダインの二十則として日本でも有名。
  - 邦訳
    - 「推理小説作法二〇則」松井百合子訳 『ミステリの美学』成甲書房 2003年に所収
    - 「推理小説作法の二十則」井上勇訳 『ウィンター殺人事件』東京創元社（創元推理文庫）、『名探偵読本4 エラリイ・クイーンとそのライヴァルたち』パシフィカ 1979年 および 『名探偵読本II エラリイ・クイーンとそのライヴァルたち』西武タイム 1987年 所収
    - 「探偵小説作法における二十則」宇野利泰訳 『殺人芸術』荒地出版社 1959年 所収